# Tuhemberua (Lolomatua)
Tuhemberua is een bestuurslaag in het regentschap Nias Selatan van de provincie Noord-Sumatra, Indonesië. Tuhemberua telt 1600 inwoners (volkstelling 2010).